# Sarah Stock
Sarah Stock (Winnipeg, 4 maart 1979) is een Canadees professioneel worstelaarster die vooral bekend is van haar tijd bij Total Nonstop Action Wrestling als Sarita.

## In worstelen
- Finishers
  - Double chickenwing armlock with neckscissors
  - La Reienera (Modified spinning backbreaker rack)
  - Leg–feed spinning mule kick
  - Side belly to belly suplex
  - Sitout double underhook powerbomb

- Signature moves
  - Camel clutch
  - Diving crossbody
  - Float-over DDT
  - Fujiwara armbar
  - Headscissors takedown
  - Inverted Boston crab
  - Inverted Samoan drop
  - La Tapatía (Surfboard)

## Prestaties
- Alianza Universal de Lucha Libre
  - AULL Copa Internacional Femenil (2007)

- Can-Am Wrestling
  - Can-Am Wrestling Women's Championship (1 keer)

- Consejo Mundial de Lucha Libre
  - CMLL Bodybuilding Championship (5 keer)

- Federación Internacional de Lucha Libre
  - FILL Women's Championship (1 keer)

- Lucha Libre Feminil
  - LLF Juvenil Championship (1 keer)

- Total Nonstop Action Wrestling
  - TNA Knockout Tag Team Championship (2 keer; Taylor Wilde (1x) en Rosita (1x))

- Andere titels
  - Nuevo León State Women's Championship (1 keer)